# 蘇丹依德理斯教育大學

苏丹依德理斯教育大学 (馬來語： 简称UPSI或依大。

## 历史
1922年创校于马来西亚霹雳州丹绒马林，是一所公立师范类综合性大学，UPSI致力于在国内外优秀人力资本发展的大背景下，通过教与学，研究，出版，谈判，社区服务等途径传播知识，为教育带来变化。

## 入学标准
一般条件:
SPM 马来语试卷获得 C 级成绩并及格历史（2013 年开始）并且 通过马来西亚高等教育证书（STPM）考试，且 CGPA 至少为 2.00；和 常识科科目(Pengajian Am)获得 C 级 (NGMP 2.00)；和 其他两 (2) 门科目的 C 级 (NGMP 2.00)；或者 通过大学预科/预科课程（Matrikulasi)，GPA 至少为 2.00；和 TESL/法律基础水平 C 级 (NGMP 2.50)；或者 通过马来西亚高级宗教证书（STAM）考试，至少获得 Jayyid 等级；或者 拥有马来西亚政府和大学参议院认可机构所申请课程相关专业领域的文凭，并获得至少 2.50 的 CGPA；和 拥有马来西亚大学英语考试 (MUET) 文凭，至少必须达到二级 (2) / Band 2。

## 科系
语言与传播学院 (Fakulti Bahasa dan Komunikasi)
● 马来语教育学士课程 
● 马来语文学教育学士课程
● 英语作为第二语言教育学士课程 TESL
● 阿拉伯语教育学士课程
● 泰米尔语教育学士课程
● 中文系教育学士课程